# Movimiento de los Exploradores Hebreos de Israel
El Movimiento de los Exploradores Hebreos de Israel (en hebreo: תנועת הצופים העבריים בישראל) (transliterado: Tnuat ha-Tzofim ha-Ivirim be-Israel) es una asociación scout judía israelí y coeducacional, que cuenta con 80.000 miembros. El movimiento de los exploradores hebreos, es actualmente el mayor movimiento juvenil de Israel.
El movimiento es miembro de la Federación de Exploradores de Israel, que a su vez es miembro de la Organización Mundial del Movimiento Scout (WOSM) y de la Asociación Mundial de Guías Scouts. (WAGGGS). 
El movimiento fue establecido en 1919, los Tzofim (movimiento de los exploradores hebreos) fue el primer movimiento juvenil sionista de Israel, y permanece actualmente como el mayor movimiento juvenil de la nación. Los Tzofim son conocidos por ser el primer movimiento scout igualitario del mundo, donde los chicos y las chicas participan juntos de manera igualitaria.
Hoy el movimiento de los exploradores hebreos tiene más de 85.000 miembros, con edades entre los 10 y los 18 años, repartidos en 205 tribus de exploradores. En el año 2013, los Tzofim eran el mayor movimiento juvenil de Israel.
El movimiento está dividido en 16 capítulos regionales, que operan de manera autónoma, pero todos ellos están sujetos a las provisiones y a los procedimientos del movimiento scout. Los exploradores israelíes que viven en el extranjero, tienen una dirección independiente, y llevan a cabo actividades distintas, pero tienen los mismos valores y principios que sus hermanos de la Tierra de Israel.